# 아멜리에: 하늘을 사랑한 여인
《아멜리에: 하늘을 사랑한 여인》(Amelia)은 2009년 공개된 영화이다. 대서양 횡단을 완수한 여성 최초의 비행사 아멜리아 이어하트의 생애를 그린다.

## 줄거리
영화 "아멜리아"는 1937년 6월 1일, 여성 비행사 아멜리아 에어하트가 항해사 프레드 누난과 함께 세계 일주를 시도하는 것으로 시작된다. 영화는 아멜리아가 어릴 적 캔자스 평원에서 비행기를 처음 보고 매료되었던 순간부터 그녀의 삶을 회상하며 이야기를 풀어간다. 1928년, 출판계 거물이자 열렬한 사업 파트너인 조지 퍼트넘은 아멜리아를 대서양 횡단에 탑승자로 참여시켜 그녀를 유명하게 만든다. 성공적인 비행 후, 아멜리아는 당대 최고의 여성 비행사로 주목받고 퍼트넘은 그녀의 성공 스토리를 책으로 출판한다. 둘은 결혼하지만, 결혼 계약서에 다소 "잔인한" 조항을 넣는다.
아멜리아는 자신의 명성이 단순히 비행에 탑승한 결과라는 사실에 부끄러움을 느껴, 수많은 항공 기록을 세우기 시작한다. 1932년에는 대서양 횡단 비행을 재현하며 여성 최초로 단독 횡단에 성공한다. 이후 5년 동안, 아멜리아는 유진 비달과 부적절한 열정적인 관계를 맺는다. 퍼트넘은 질투심에 비달을 집에서 내쫓는다. 끊임없이 이어지는 유명인사로서의 스케줄과 홍보 활동에 짜증을 내는 아멜리아에게, 퍼트넘은 그것들이 그녀의 비행 자금을 마련해준다는 사실을 상기시킨다.
아멜리아는 다시 남편에게 돌아와 세계 일주 비행을 준비한다. 퍼듀 대학교의 후원을 받아, 록히드 모델 10 일렉트라를 타고 항해사 프레드 누난과 함께 비행을 시작한다. 비달은 작은 하울랜드 섬을 찾는 것이 가장 큰 난관이 될 것이라고 지적한다. 아멜리아의 첫 시도는 하와이에서 착륙 장치 고장으로 실패하고, 비행기는 대대적인 수리를 거쳐야 한다. 결국, 그녀는 수리된 일렉트라를 타고 태평양 횡단 비행을 마지막으로 남겨두고 역방향으로 비행을 시작한다.
1937년 7월 2일, 아멜리아와 누난은 하울랜드 섬으로 향한다. 비행기와 해안 경비대 초계함 이타스카 사이에는 위기가 고조된다. 이타스카의 무전기는 배터리가 방전되었고, 무선 통신도 약해 연락이 닿지 않는다. 연료가 부족해진 아멜리아와 누난은 비행을 계속하다가 실종된다. 대규모 수색에도 불구하고 찾지 못했지만, 아멜리아는 항공계의 상징적인 인물로 남게 된다.

## 출연

### 주연
- 힐러리 스웽크
- 리차드 기어
- 이완 맥그리거

### 조연
- 크리스토퍼 에클리스턴
- 조 앤더슨
- 미아 와시코브스카
- 아론 에이브람스
- 마리너 스톤
- 윌리엄 커디
- 듀앤 머레이
- 제레미 아커만
- 라이언 쉐인
- 고드 랜드
- 스콧 앤더슨
- 마크 카벤
- 딜런 로버츠
- 제임스 바이론
- 다니엘 부곤
- 가렛 패트릭 페이온

## 기타
- 원작자: 수잔 버틀러
- 원작자: 메리 로벨
- 공동제작: 돈 카모디
- 라인프로듀서: 제네비에브 호프메이어
- 미술: 스테파니 캐롤
- 세트: 고든 심
- 의상: 카시아 월릭카 메이몬
- 배역: 에이비 코프먼